# Книга теней (фильм)
«Книга теней» — фильм ужасов французского режиссёра Эрика Валета, снятый в 2002 году.

## Сюжет
Начало. 1920 год. Оккультист в тюремной камере проводит обряд. Рядом с ним находится обуглившееся тело одного заключённого и окровавленное тело другого. Второй ещё жив, но колдун берёт у него кровь прямо из внутренностей.
Наши дни. Бизнесмен Эрик Каррер, находясь в этой же тюрьме, идёт на встречу с женой и сыном, он надеется на быстрое освобождение. Тем временем в камере транссексуал Маркус отрубает у другого заключённого слабоумного Маргаритки фалангу пальца — с той целью, чтобы он оказался в медчасти. В эту камеру приводят и Каррера.
Каждый в камере занимается своим делом — Маркус качает мышцы, Каррер рассматривает фото семьи, третий заключённый пожилой учёный Лассаль спит или периодически работает в библиотеке, а Маргаритка клеит из фотографий женских гениталий коллаж. Помимо всего прочего слабоумный ест всё подряд — включая часы Лассаля и тюремного таракана. Со временем Каррер узнаёт причины заключения сокамерников — Маргаритка съел свою шестимесячную сестру, а Лассаль находится здесь за убийство жены. Ночью Маркус совокупляется с Лассалем.
Неожиданного над койкой Каррера обнаруживается тайник, откуда заключённые извлекают странную рукопись, написанную на нескольких языках. От нечего делать Каррер начинает читать тетрадь. Оказывается, это дневник оккультиста Шарля Данвера, который был одержим идеей вечной юности и для этого сперва использовал плаценту, а затем начал убивать беременных женщин. Маргаритка, вдохновившись словом фокус, хватает тетрадь и рисует на полу оккультный символ. После этого он просит Каррера прочитать фразу из рукописи, а затем символ неожиданно вспыхивает. Заключённые продолжают эксперименты, и после этого в камере происходит взрыв.
Ночью Лассаль читает книгу, и Маргаритка повторяет услышанную фразу. В итоге стена поглощает его пальцы вплоть до дистальных фаланг. Маркус приходит в ярость от происшедшего, однако затем решает, что Лассаль должен прочитать книгу. Он требует этого и от Каррера, иначе угрожает расправой, но учёный отказывается читать рукопись.
В это время Каррер узнает, что жена подала на развод и, по всей видимости, не будет вносить за него залог. Он изучает книгу и узнает из неё способ пройти через камни. Но после того, как сокамерники решаются на побег, Каррер решает остаться в камере. Однако заклинание не срабатывает, но при этом происходят какие-то изменения с игрушкой, оставленной Карреру сыном. Он пытается позвонить домой, однако ему в этом отказывают.
Маргаритка неожиданно берёт книгу и съедает оттуда несколько страниц. После этого он поднимается от земли, а его кости выворачиваются и ломаются. После того, как изуродованное тело Маргаритки уносят из камеры, Маркус выбрасывает дневник в окно.
Через некоторое время в камере появляется новый постоялец — Ипполит Пикус, странный человек с видеокамерой. Когда он разбирает вещи, среди них оказывается тетрадь точь в точь как дневник. Маркус набрасывается на Пикуса, однако тот демонстрирует, что это лишь старые записи кулинарных рецептов. Наутро оказывается, что Пикуса в камере нет, однако здесь остаётся видеокамера. При просмотре записи заключённые видят, как странный постоялец совершил какой-то обряд, после чего вышел из камеры. Однако от Пикуса остаётся и другое наследство — книга рецептов на самом деле оказывается пресловутым дневником.
Ночью заключённые повторно проводят обряд, при этом им открывается портал, через который они проходят. Однако они оказываются не снаружи, а в старой камере Данвера, в которой нет дверей.
Лассаль настаивает на продолжении обрядов. В книге оказываются новые страницы на которых демонстрируется соединение мужчины и женщины, а церемонию ведёт кто-то вроде жреца. Лассаль проводит обряд, при этом Каррер исполняет роль мужчины, Маркус — женщины, а Лассаль — жреца. Неожиданно Лассаль оскопляет Маркуса, мотивируя, что книга не терпит халтуры. Маркус умирает, но это не останавливает Лассаля. Однако обнаруживается, что все страницы в книге чистые. Тогда Каррер тяжело ранит Лассаля и заливает книгу его кровью.
На следующее утро Лассаль пояснил, что бежать с помощью этой книги невозможно. И сам Данвер не смог бежать — он лишь получил то, что хотел, однако эффект превзошёл ожидания — вместо вечной молодости Данвер сперва стал юношей, потом мальчиком, младенцем, зародышем и исчез. Таким образом оказывается, что книга выполняет желания. Лассаль проводит обряд, после чего на его лице появляются таинственные знаки, после чего он умирает.
Оставшись один, Каррер пытается выполнить своё заветное желание — увидеть сына… Тюремный начальник возвращает Клер Каррер вещи, которые остались от её мужа. Среди них оказывается и игрушка, подаренная ему сыном. Когда мальчик играет с солдатом, тот начинает смотреть на него человеческими глазами. Желание Каррера исполнилось.

## В ролях
| Актёр           | Роль          |
| --------------- | ------------- |
| Жеральд Ларош   | Каррер        |
| Филипп Лоденбак | Лассаль       |
| Кловис Корнийяк | Маркус        |
| Димитри Рато    | Маргаритка    |
| Дидье Бенуро    | Ипполит Пикус |
| Джеффри Кейри   | Данвер        |
| Феличия Массони | Клэр Каррер   |

## Связь с творчеством Лавкрафта
В фильме упоминаются Йог-Сотот и Тцатогуа, а в одном из заклинаний присутствует слово fhtagn, в результате фильм иногда относят к кинокартинам по произведениям Лавкрафта, однако других прямых параллелей лавкрафтиана с «Книгой теней» не имеет. Кроме того есть ещё одна схожесть фильма с лавкрафтовской мифологией. Как и «Некрономикон» Лавкрафта дневник Данвера не приносит его обладателям то, что они хотят, и столкновение главных героев с этим дневником заканчиваются трагически.

## Художественные особенности
Большинство действий в фильме производятся в одной локации — тюремной камере, а действующих основных актёров всего четверо.

## Награды
- 2003 год. Кинофестиваль в Авиньоне — лучшая операторская работа (Жан-Марк Бузу).
- 2003 год. Фестиваль Fant-Asia Film — лучший иностранный фильм.
- 2003 год. Фестиваль Жерармер — специальный приз жюри.